# Working Class Hero: The Definitive Lennon
Working Class Hero: The Definitive Lennon ist das vierte „Best Of“-Kompilationsalbum von John Lennon und das 15. postum erschienene Album nach Lennons Tod im Jahr 1980. Gleichzeitig ist es einschließlich der acht Solo-Studioalben, der drei Avantgarde-Alben mit seiner Frau Yoko Ono, der beiden Livealben, der beiden Interviewalben und der Kompilationsalben das insgesamt 27. Album John Lennons. Es wurde am 3. Oktober 2005 in Großbritannien und am 4. Oktober 2005 in den USA veröffentlicht.

## Entstehungsgeschichte
Im Oktober 2005 veröffentlichte EMI zum 65. Geburtstag von John Lennon ein Kompilationsalbum, es war nach Shaved Fish, The John Lennon Collection und Lennon Legend: The Very Best of John Lennon das vierte und umfangreichste „Best Of“-Kompilationsalbum von John Lennon. Die Doppel-CD enthält 20 Single-A-Seiten, die zwischen den Jahren 1969 und 1988 erschienen sind. Die einzige nicht enthaltene, international veröffentlichte Single, ist  Every Man Has a Woman. Weiterhin enthielt das Album noch die US-amerikanische Promotionsingle I’m Losing You (Version mit Cheap Trick), eine Liveaufnahme vom Album Live in New York City (Come Together); zwei Aufnahmen wurden von der John Lennon Anthology beziehungsweise von Wonsaponatime (Real Love und Grow Old with Me – von George Martin orchestrierte Version) entnommen; die restlichen 14 Lieder stammen von den Studioalben.
Als Produzent wird lediglich Yoko Ono erwähnt, was wohl ausschließlich für die Produktion der CD gilt, da im Begleitbuch für die Musik die jeweiligen Produzenten angegeben werden. Sämtliche Titel stammen von den neuabgemischten und remasterten Wiederveröffentlichungen, die zwischen den Jahren 2000 bis 2005 erschienen sind. Der CD liegt ein 20-seitiges Begleitheft bei.
Eine Veröffentlichung im LP-Format erfolgte nicht.

## Covergestaltung
Die Covergestaltung erfolgte von Karla Merrifield, Rob Owen und Drew Lorimer / The Red Room. Das Coverbild stammt von Ian Macmillan.

## Titelliste
CD 1
1. (Just Like) Starting Over – 3:56
2. Imagine – 3:02
3. Watching the Wheels – 3:30
4. Jealous Guy – 4:14
5. Instant Karma! – 3:20
6. Stand by Me (Ben E. King, Jerry Leiber, Mike Stoller) – 3:26
7. Working Class Hero – 3:48
8. Power to the People – 3:22
9. Oh My Love (Lennon, Yoko Ono) – 2:44
10. Oh Yoko! – 4:18
11. Nobody Loves You (When You’re Down and Out) – 5:07
12. Nobody Told Me – 3:34
13. Bless You – 4:37
14. Come Together (Live) (Lennon/McCartney) – 4:22
15. New York City – 4:31
16. I’m Stepping Out – 4:06
17. You Are Here – 4:07
18. Borrowed Time – 4:29
19. Happy Xmas (War Is Over) (Lennon, Ono) – 3:37

CD 2
1. Woman – 3:33
2. Mind Games – 4:12
3. Out the Blue – 3:22
4. Whatever Gets You thru the Night – 3:27
5. Love – 3:23
6. Mother – 5:34
7. Beautiful Boy (Darling Boy) – 4:01
8. Woman Is the Nigger of the World (Lennon, Ono) – 5:16
9. God – 4:09
10. Scared – 4:36
11. #9 Dream – 4:46
12. I’m Losing You – 3:55
13. Isolation – 2:51
14. Cold Turkey – 5:01
15. Intuition – 3:08
16. Gimme Some Truth – 3:15
17. Give Peace a Chance – 4:50
18. Real Love – 4:12
19. Grow Old with Me – 3:20

## Wiederveröffentlichung
Im Oktober 2008 erschien eine limitierte Edition (Deluxe Version), die noch die DVD Lennon Legend – The Very Best of John Lennon enthält.

## Singleauskopplungen
Es wurde in Europa und den USA keine Single aus dem Album ausgekoppelt. Im Jahr 1998 wurde in Japan die Promotion-CD-Single Happy Xmas (War Is Over) veröffentlicht.

## Chartplatzierungen
| ChartsChartplatzierungen       | Höchstplatzierung | Wochen |
| ------------------------------ | ----------------- | ------ |
| Deutschland (GfK)              | 44 (5 Wo.)        | 5      |
| Österreich (Ö3)                | 22 (8 Wo.)        | 8      |
| Schweiz (IFPI)                 | 61 (6 Wo.)        | 6      |
| Vereinigtes Königreich (OCC)   | 11 (10 Wo.)       | 10     |
| Vereinigte Staaten (Billboard) | 135 (3 Wo.)       | 3      |

## Verkaufszahlen und Auszeichnungen
| Land/Region                  | Auszeichnungen für Musikverkäufe (Land/Region, Auszeichnung, Verkäufe) | Verkäufe |
| ---------------------------- | ---------------------------------------------------------------------- | -------- |
| Dänemark (IFPI)              | Platin                                                                 | 40.000   |
| Irland (IRMA)                | Gold                                                                   | 7.500    |
| Kanada (MC)                  | Gold                                                                   | 50.000   |
| Vereinigtes Königreich (BPI) | Gold                                                                   | 100.000  |
| Insgesamt                    | 3× Gold · 1× Platin ·                                                  | 197.500  |

Hauptartikel: John Lennon/Auszeichnungen für Musikverkäufe